# Krónika
Krónika (/ˈkɾoːnikɒ/) est un quotidien roumain de langue hongroise fondé en 1999 à Cluj-Napoca.